# Conserve Italia
Conserve Italia ist ein italienisches Konsortium, das Lebensmittelkonserven vertreibt. Ihm gehören die Marken Cirio, Yoga, Valfrutta, Derby Blue, Juver, Foodbar und Jolly Colombani.

## Geschichte
Das Genossenschaftsunternehmen Conserve Italia wurde 1976 von 9 Obst- und Gemüsegenossenschaften gegründet.
Anfänglich hauptsächlich auf den italienischen Markt konzentriert, begann das Konsortium in den 1980ern seinen Vertrieb international auszuweiten. So wurde 1983 eine Vermarktungs- und Vertriebsgesellschaft in London gegründet und 1988 ein Vertrag mit der japanischen Firma Ohmy Foods Ltd unterzeichnet, der die exklusive Lieferung von Tomatenkonserven beinhaltet.
In den 1990er Jahren konnte Conserve Italia diese Strategie noch erfolgreicher fortführen, beginnend mit der Übernahme von zwei Firmen in Frankreich im Jahr 1990.
Seit 1991 gehörte die deutsche Firma Warburger GmbH zur Unternehmensgruppe und firmiert seit 2014 unter dem Namen Conserve Italia Deutschland GmbH.
1996 folgte die Gründung einer Handelsgesellschaft in Polen. In den folgenden Jahren wurde außerdem zwei weitere Unternehmen in Frankreich gekauft und schließlich unter der Dachgesellschaft Conserve France zusammengefasst.
Parallel dazu wurden auch in Italien verschiedene Firmen und Marken übernommen, so dass das Konsortium im Jahr 2002 bereits 16 Werke umfasste und einen Umsatz von 795 Millionen Euro erzielen konnte.
2004 übernahm Conserve Italia den insolventen Konservenhersteller Cirio De Rica. Zu diesem Zeitpunkt brachte es Conserve Italia bereits auf einen geschätzten Jahresumsatz von 900 Millionen Euro. Auch im Geschäftsjahr 2016/17 erzielte Conserve Italia einen Jahresumsatz von etwa 900 Millionen Euro.
Basierend auf Verkaufsdaten von Mai bis Juni 2006, hielt Conserve Italia einen Anteil von 27,9 % am italienischen Markt für geschälte Tomaten und Tomatenmark.
Der Gruppe Conserve Italia gehören etwa 14.500 in Genossenschaften organisierte Landwirte an. Weitere ca. 3000 Mitarbeiter sind mit der Verarbeitung der Produkte in den Fabriken beschäftigt.